# Lupinus andicola
Lupinus andicola là một loài thực vật có hoa trong họ Đậu. Loài này được Gillies miêu tả khoa học đầu tiên năm 1833.